# Stade Hocine-Rouibah
 (mars 2025).
Le stade Hocine-Rouibah (en arabe : ملعب حسين رويبح) est un stade omnisports situé dans la ville algérienne de Jijel. Il est le lieu d’entraînement de la Jeunesse sportive Djijel.

## Histoire
Le stade OPOW de Jijel dont les travaux ont été lancés dans les années 1990, n'a été inauguré que le 26 avril 2006 avec une capacité initiale de 15 000 places. 
En 2011, le reste des tribunes sont achevées pour porter sa capacité à près de 40 000 place.

## Galerie

Vue panoramique depuis l'extérieur
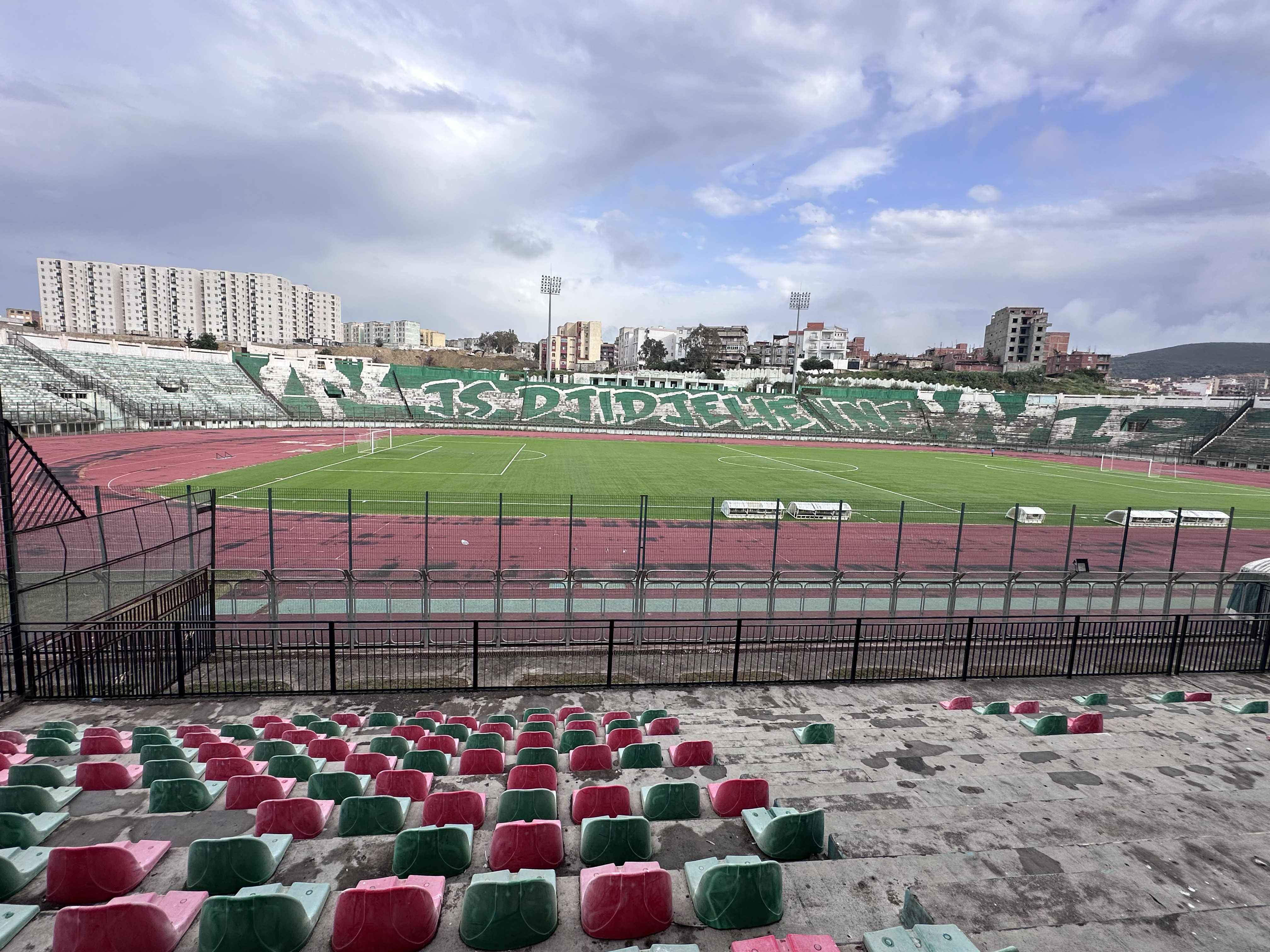
vue depuis la tribune principale
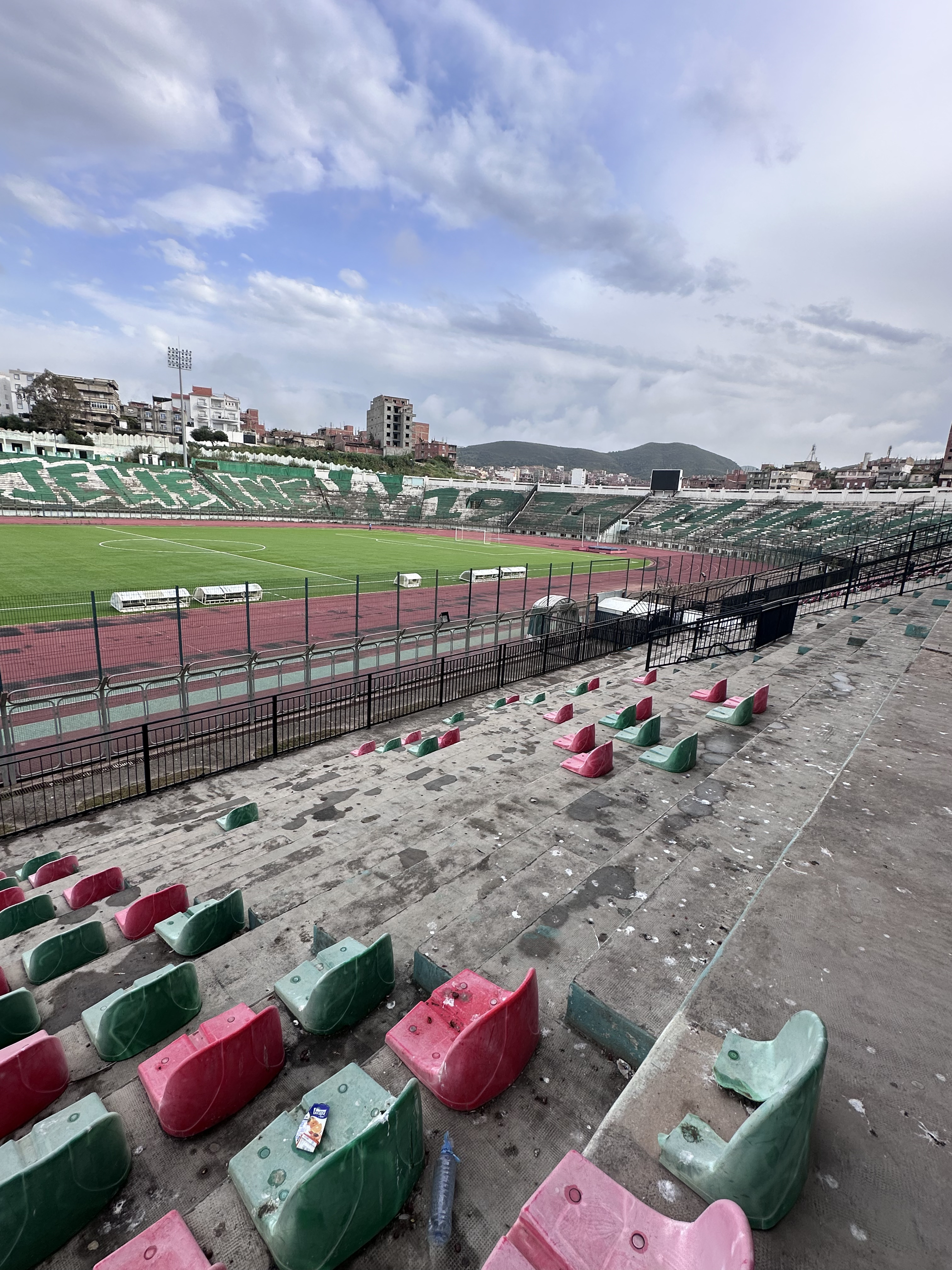
vue depuis la tribune principale
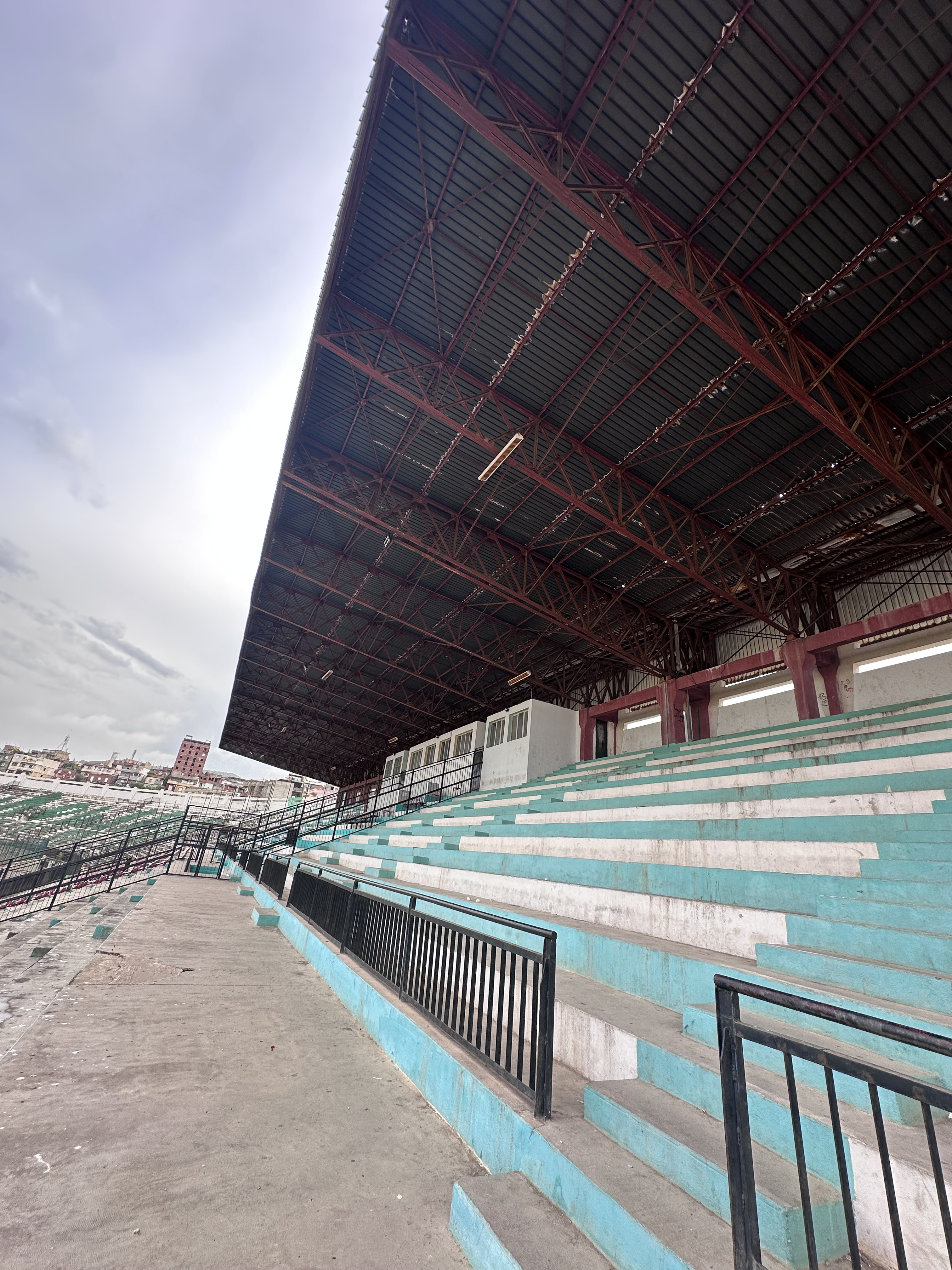
La tribune couverte
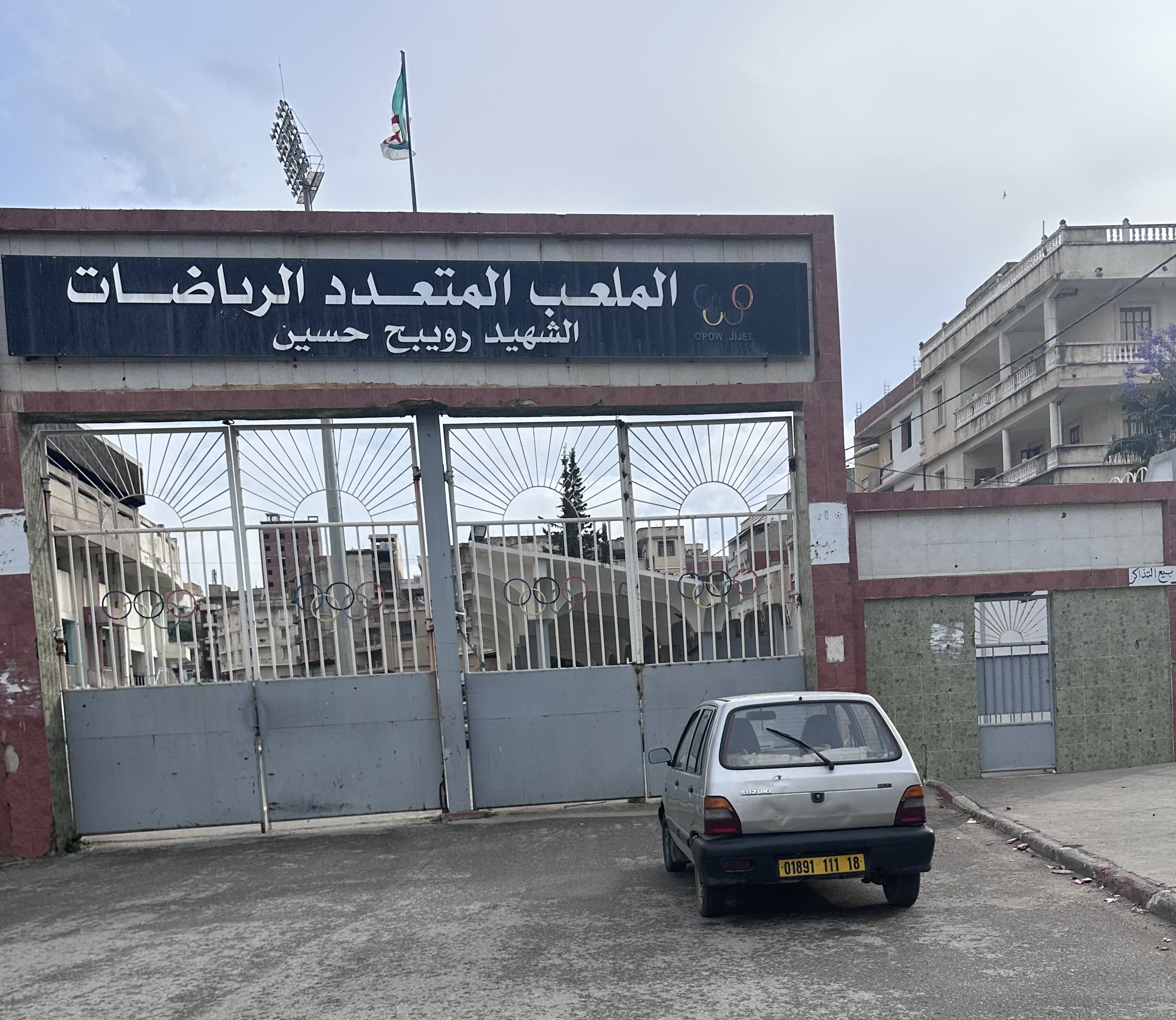
Entrée du stade